# Christian Jungersen

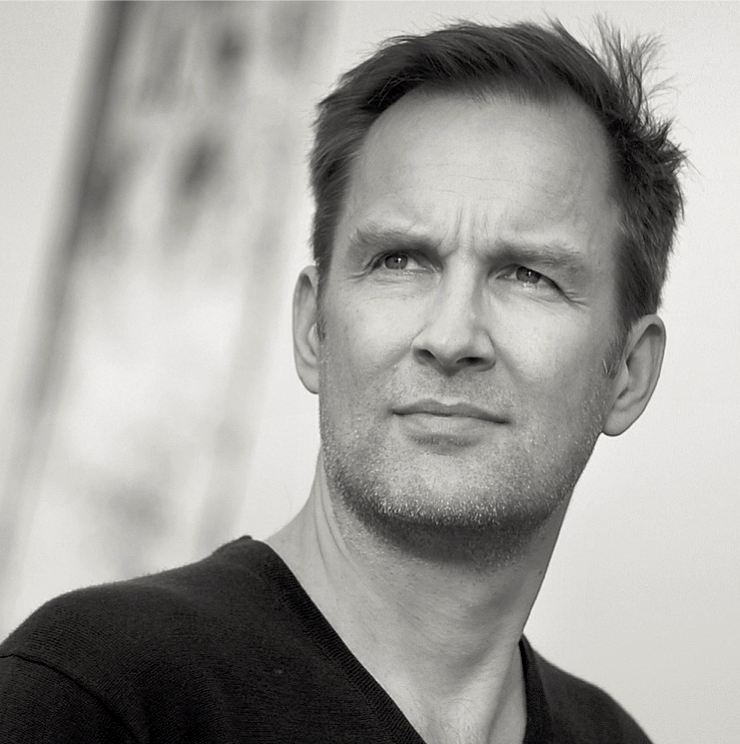
Christian Jungersen.

Christian Jungersen, född 10 juli 1962 i Köpenhamn, är en dansk författare.
Christian Jungersens far var bankjurist och hans mor gymnasielärare i klassiska språk. Han växte upp i Humlebæk. Han utbildade sig under två år i retorik på Köpenhamns universitet och sedan i kommunikation och sociologi på Roskilde Universitetscenter, där tog en kandidatexamen 1988. Därefter undervisade han i filmvetenskap vid Folkeuniversitetet i Köpenhamn och som copwriter och manusförfattare. Han har sedan många år bott långa perioder i USA, Irland och Malta.
År 1999 debuterade han med romanen Krat, som blev en bästsäljare. Hans andra roman Undantaget är den första som översatts till svenska (2006).

## Priser och utmärkelser
- Bogforums debutantpris för Krat
- Boghandlernes gyldne Laurbær 2005 för Undtagelsen
- DR Romanprisen 2005 för Undtagelsen
- Läsarnas Bokpris 2013 för Du forsvinder